# José Barriosnuevo
José Eduardo Barriosnuevo Anaya (Majagual, Colombia; 26 de marzo de 1991) es un futbolista colombiano. Juega como defensa central y su equipo actual es el Atlético Fútbol Club de la Categoría Primera B.

## Trayectoria

### Atlético F.C.
Debuta en el fútbol profesional el 27 de enero de 2012 en la derrota 2 a 1 en su visita al Atlético Bucaramanga por la Categoría Primera B.

Marca su primer gol en su carrera el 19 de febrero en el 4 a 2 en su visita al Universitario de Popayán. Vuelve a marcar un gol el 27 de julio de 2013 en la goleada 4-0 como visitantes frente a Uniautónoma. Un año después marca el gol de la victoria frente a Barranquilla FC en la ciudad costeña.

### Atlético Bucaramanga
Para enero del 2015 es confirmado como nuevo jugador del Atlético Bucaramanga. El 17 de enero debuta en los cuadrangulares de ascenso en la derrota como locales 0-2 contra el Cúcuta Deportivo.

Jugaría solo 10 partidos entre Liga y la Copa Colombia.

### Atlético F.C.
Vuelve al Atlético Fútbol Club para principios del 2016 donde debuta el 13 de marzo en la derrota 1 a 2 contra el Deportivo Pereira. Juega en la Temporada 2016 un total de 36 partidos y no podrían ascender a la primera división.

### C.A. Cerro
El 17 de enero de 2017 se oficializado como nuevo jugador de Club Atlético Cerro de la Primera División de Uruguay siendo su primera experiencia internacional. Con Cerro jugará la Copa Sudamericana 2018.

## Clubes
| Club                 | País     | Año           |
| -------------------- | -------- | ------------- |
| Atlético FC          | Colombia | 2012 - 2014   |
| Atlético Bucaramanga | Colombia | 2015          |
| Atlético FC          | Colombia | 2016          |
| Cerro                | Uruguay  | 2017          |
| Atlético FC          | Colombia | 2017-2019     |
| Valledupar F.C.      | Colombia | 2020-2021     |
| Atlético FC          | Colombia | 2024-presente |

## Estadísticas
| Club                            | Temporada           | Liga  | Liga  | Copa Nacional | Copa Nacional | Copa Internacional | Copa Internacional | Total | Total |
| Club                            | Temporada           | Part. | Goles | Part.         | Goles         | Part.              | Goles              | Part. | Goles |
| ------------------------------- | ------------------- | ----- | ----- | ------------- | ------------- | ------------------ | ------------------ | ----- | ----- |
| Atlético F. C. · Colombia       | 2012                | 19    | 1     | 7             | 0             | -                  | -                  | 26    | 1     |
| Atlético F. C. · Colombia       | 2013                | 24    | 1     | 8             | 0             | -                  | -                  | 32    | 1     |
| Atlético F. C. · Colombia       | 2014                | 32    | 3     | 10            | 1             | -                  | -                  | 42    | 4     |
| Atlético F. C. · Colombia       | Total               | 75    | 5     | 25            | 1             | 0                  | 0                  | 100   | 6     |
| Atlético Bucaramanga · Colombia | 2015                | 4     | 0     | 6             | 0             | -                  | -                  | 10    | 0     |
| Atlético Bucaramanga · Colombia | Total               | 4     | 0     | 6             | 0             | 0                  | 0                  | 10    | 0     |
| Atlético F. C. · Colombia       | 2016                | 31    | 0     | 5             | 0             | -                  | -                  | 36    | 0     |
| Atlético F. C. · Colombia       | Total               | 31    | 0     | 5             | 0             | 0                  | 0                  | 36    | 0     |
| Atlético Cerro · Uruguay        | 2017                | 0     | 0     | 0             | 0             | -                  | -                  | 0     | 0     |
| Atlético Cerro · Uruguay        | Total               | 0     | 0     | 0             | 0             | 0                  | 0                  | 0     | 0     |
| Total en su carrera             | Total en su carrera | 110   | 5     | 36            | 1             | 0                  | 0                  | 146   | 6     |

## Palmarés

### Torneos nacionales
| Título    | Club                 | País     | Año  |
| --------- | -------------------- | -------- | ---- |
| Primera B | Atlético Bucaramanga | Colombia | 2015 |